# Liste der Stolpersteine in Hachenburg
Die Liste der Stolpersteine in Hachenburg enthält 44 Stolpersteine, die im Rahmen des gleichnamigen Kunst-Projekts von Gunter Demnig in Hachenburg verlegt wurden. Mit ihnen soll an Opfer des Nationalsozialismus erinnert werden, die in Hachenburg lebten und wirkten.
Die ersten Stolpersteine zur Erinnerung an die Verfolgten und Opfer der Diktatur des Nationalsozialismus in Hachenburg wurden am 9. Juli 2012 auf Initiative der Geschichtswerkstatt Hachenburg verlegt. Die zweite Verlegung fand am 23. August 2013 statt.

## Verlegte Stolpersteine
Die Tabelle ist teilweise sortierbar; die Grundsortierung erfolgt alphabetisch nach Adresse.
| Adresse                 | Verlege- datum | Person, Inschrift | Bild                                                            | Anmerkung |
| ----------------------- | -------------- | --- | --------------------------------------------------------------- | --- |
| Alter Markt 8 ·         | 9. Juni 2012   | Hier wohnte Frieda Weiler Jg. 1865 deportiert 1941 ermordet in Minsk                                                          | Stolperstein Frieda Weiler                                      | |
| Alter Markt 8 ·         | 9. Juni 2012   | Hier wohnte Hans Schönfeld Jg. 1895 Flucht 1933 Frankreich 1939 Holland verhaftet 1940 misshandelt durch SS tot an den Folgen | Stolperstein Hans Schönfeld                                     | |
| Alter Markt 8 ·         | 9. Juni 2012   | Hier wohnte Ruth M. Schönfeld Jg. 1926 Flucht 1933 Frankreich interniert Pithiviers deportiert 1942 ermordet in Auschwitz     | Stolperstein Ruth Schönfeld                                     | |
| Borngasse 3 ·           | 23. Aug. 2013  | Hier wohnte Auguste Bernstein geb. Schömann Jg. 1877 deportiert 1942 Theresienstadt ermordet in Treblinka                     | Stolperstein Hachenburg Borngasse 3 Auguste Bernstein           | geboren am 26. März 1877 in Kröv |
| Borngasse 3 ·           | 23. Aug. 2013  | Hier wohnte Louis Bernstein Jg. 1870 deportiert 1942 Theresienstadt ermordet in Treblinka                                     | Stolperstein Hachenburg Borngasse 3 Louis Bernstein             | geboren am 24. Juli 1870 in Selters |
| Herrnstraße ·           | 9. Juni 2012   | Hier wohnte Alfred Weinberg Jg. 1888 deportiert 1941 Łodz ermordet                                                            | Stolperstein Alfred Weinberg                                    | In Anwesenheit des Kölner Künstlers und Initiators der Aktion, Gunter Demnig fand am 9. Juli 2012 die Verlegung der acht Stolpersteine in der Herrnstraße 8 (heute Parkplatz Hintergassen) statt, die an die Familie Weinberg erinnern. Die acht Mitglieder der Familie Weinberg wohnten in dem inzwischen abgerissenen Haus in der Herrnstraße, in das man die jüdische Bevölkerung in den Novemberpogromen 1938 getrieben hatte. Hachenburg war damit nach Ingelbach der zweite Ort im Westerwald, in dem Stolpersteine verlegt wurden. |
| Herrnstraße ·           | 9. Juni 2012   | Hier wohnte Eli Weinberg Jg. 1936 deportiert 1941 Łodz ermordet                                                               | Stolperstein Eli Weinberg                                       | In Anwesenheit des Kölner Künstlers und Initiators der Aktion, Gunter Demnig fand am 9. Juli 2012 die Verlegung der acht Stolpersteine in der Herrnstraße 8 (heute Parkplatz Hintergassen) statt, die an die Familie Weinberg erinnern. Die acht Mitglieder der Familie Weinberg wohnten in dem inzwischen abgerissenen Haus in der Herrnstraße, in das man die jüdische Bevölkerung in den Novemberpogromen 1938 getrieben hatte. Hachenburg war damit nach Ingelbach der zweite Ort im Westerwald, in dem Stolpersteine verlegt wurden. |
| Herrnstraße ·           | 9. Juni 2012   | Hier wohnte Ernst Weinberg Jg. 1930 deportiert 1941 Łodz ermordet                                                             | Stolperstein Ernst Weinberg                                     | In Anwesenheit des Kölner Künstlers und Initiators der Aktion, Gunter Demnig fand am 9. Juli 2012 die Verlegung der acht Stolpersteine in der Herrnstraße 8 (heute Parkplatz Hintergassen) statt, die an die Familie Weinberg erinnern. Die acht Mitglieder der Familie Weinberg wohnten in dem inzwischen abgerissenen Haus in der Herrnstraße, in das man die jüdische Bevölkerung in den Novemberpogromen 1938 getrieben hatte. Hachenburg war damit nach Ingelbach der zweite Ort im Westerwald, in dem Stolpersteine verlegt wurden. |
| Herrnstraße ·           | 9. Juni 2012   | Hier wohnte Johanna Weinberg Jg. 1912 deportiert 1942 Theresienstadt ermordet 1943 Auschwitz                                  | Stolperstein Johanna Weinberg                                   | In Anwesenheit des Kölner Künstlers und Initiators der Aktion, Gunter Demnig fand am 9. Juli 2012 die Verlegung der acht Stolpersteine in der Herrnstraße 8 (heute Parkplatz Hintergassen) statt, die an die Familie Weinberg erinnern. Die acht Mitglieder der Familie Weinberg wohnten in dem inzwischen abgerissenen Haus in der Herrnstraße, in das man die jüdische Bevölkerung in den Novemberpogromen 1938 getrieben hatte. Hachenburg war damit nach Ingelbach der zweite Ort im Westerwald, in dem Stolpersteine verlegt wurden. |
| Herrnstraße ·           | 9. Juni 2012   | Hier wohnte Ruth Mirijam Weinberg Jg. 1933 deportiert 1941 Łodz ermordet                                                      | Stolperstein Ruth Mirjam Weinberg                               | In Anwesenheit des Kölner Künstlers und Initiators der Aktion, Gunter Demnig fand am 9. Juli 2012 die Verlegung der acht Stolpersteine in der Herrnstraße 8 (heute Parkplatz Hintergassen) statt, die an die Familie Weinberg erinnern. Die acht Mitglieder der Familie Weinberg wohnten in dem inzwischen abgerissenen Haus in der Herrnstraße, in das man die jüdische Bevölkerung in den Novemberpogromen 1938 getrieben hatte. Hachenburg war damit nach Ingelbach der zweite Ort im Westerwald, in dem Stolpersteine verlegt wurden. |
| Herrnstraße ·           | 9. Juni 2012   | Hier wohnte Sabine Weinberg geb.Rosenthal Jg.1862 deportiert 1942 Theresienstadt ermordet 1942 Maly Trostinec                 | Stolperstein Sabine Weinberg                                    | In Anwesenheit des Kölner Künstlers und Initiators der Aktion, Gunter Demnig fand am 9. Juli 2012 die Verlegung der acht Stolpersteine in der Herrnstraße 8 (heute Parkplatz Hintergassen) statt, die an die Familie Weinberg erinnern. Die acht Mitglieder der Familie Weinberg wohnten in dem inzwischen abgerissenen Haus in der Herrnstraße, in das man die jüdische Bevölkerung in den Novemberpogromen 1938 getrieben hatte. Hachenburg war damit nach Ingelbach der zweite Ort im Westerwald, in dem Stolpersteine verlegt wurden. |
| Herrnstraße ·           | 9. Juni 2012   | Hier wohnte Samuel Weinberg Jg. 1928 deportiert 1941 Łodz ermordet                                                            | Stolperstein Samuel Weinberg                                    | In Anwesenheit des Kölner Künstlers und Initiators der Aktion, Gunter Demnig fand am 9. Juli 2012 die Verlegung der acht Stolpersteine in der Herrnstraße 8 (heute Parkplatz Hintergassen) statt, die an die Familie Weinberg erinnern. Die acht Mitglieder der Familie Weinberg wohnten in dem inzwischen abgerissenen Haus in der Herrnstraße, in das man die jüdische Bevölkerung in den Novemberpogromen 1938 getrieben hatte. Hachenburg war damit nach Ingelbach der zweite Ort im Westerwald, in dem Stolpersteine verlegt wurden. |
| Herrnstraße ·           | 9. Juni 2012   | Hier wohnte Sophie Weinberg geb. Fröhlich Jg. 1900 deportiert 1941 Łodz ermordet                                              | Stolperstein Sophie Weinberg                                    | In Anwesenheit des Kölner Künstlers und Initiators der Aktion, Gunter Demnig fand am 9. Juli 2012 die Verlegung der acht Stolpersteine in der Herrnstraße 8 (heute Parkplatz Hintergassen) statt, die an die Familie Weinberg erinnern. Die acht Mitglieder der Familie Weinberg wohnten in dem inzwischen abgerissenen Haus in der Herrnstraße, in das man die jüdische Bevölkerung in den Novemberpogromen 1938 getrieben hatte. Hachenburg war damit nach Ingelbach der zweite Ort im Westerwald, in dem Stolpersteine verlegt wurden. |
| Johann-August-Ring 10 · | 23. Aug. 2013  | Hier wohnte Helene B. Goldschmidt geb. Löb Jg. 1909 deportiert 1942 ermordet im besetzten Polen                               | Stolperstein Helene B Goldschmidt                               | |
| Judengasse 1 ·          | 23. Aug. 2013  | Hier wohnte Frieda Friedemann Jg. 1887 deportiert 1941 Łotz / Litzmannstadt 1944 Auschwitz ermordet                           | Stolperstein Frieda Friedmann                                   | |
| Judengasse 3 ·          | 23. Aug. 2013  | Hier wohnte Bernhard Löb Jg. 1931 deportiert 1942 Theresienstadt 1943 Auschwitz ermordet                                      | Stolperstein Bernhard Löb                                       | |
| Judengasse 3 ·          | 23. Aug. 2013  | Hier wohnte Else Löb geb. Spiegel Jg. 1901 deportiert 1942 Theresienstadt 1943 Auschwitz ermordet                             | Stolperstein Else Löb                                           | |
| Judengasse 3 ·          | 23. Aug. 2013  | Hier wohnte Gerda Löb Jg. 1926 deportiert 1942 Theresienstadt 1943 Auschwitz ermordet                                         | Stolperstein Gerda Löb                                          | |
| Judengasse 3 ·          | 23. Aug. 2013  | Hier wohnte Louis Löb Jg. 1898 deportiert 1942 Theresienstadt 1943 Auschwitz ermordet                                         | Stolperstein Louis Löb                                          | |
| Judengasse 3 ·          | 23. Aug. 2013  | Hier wohnte Rosel Löb Jg. 1924 deportiert 1942 Theresienstadt 1943 Auschwitz ermordet                                         | Stolperstein Rosel Löb                                          | |
| Judengasse 8 ·          | 9. Juni 2012   | Hier wohnte Berta Klein Jg. 1893 deportiert 1942 Theresienstadt ermordet 1943                                                 | Stolperstein Hachenburg Judengasse 8 Berta Klein                | |
| Judengasse 8 ·          | 9. Juni 2012   | Hier wohnte Sally Kahn Jg. 1881 deportiert 1942 Minsk ermordet                                                                | Stolperstein Hachenburg Judengasse 8 Sally Kahn                 | |
| Judengasse 28 ·         | 23. Aug. 2013  | Hier wohnte Bertha Spiegel geb. Löb Jg. 1883 deportiert 1942 ermordet in Sobibor                                              | Stolperstein Bertha Spiegel                                     | |
| Judengasse 28 ·         | 23. Aug. 2013  | Hier wohnte Adolf Löb Jg. 1886 deportiert 1942 Theresienstadt ermordet 1943                                                   | Stolperstein Adolf Löb                                          | |
| Koblenzer Straße 21 ·   | 23. Aug. 2013  | Hier wohnte Emilie Hirschberg geb. Rosenberg Jg. 1860 tot 1941 auf der Flucht USA                                             | Stolperstein Hachenburg Koblenzer Straße 21 Emilie Hirschberg   | |
| Koblenzer Straße 12 ·   | 23. Aug. 2013  | Hier wohnte Ferdinand Rosenberg Jg. 1868 deportiert 1942 Theresienstadt ermordet in Treblinka                                 | Stolperstein Hachenburg Koblenzer Straße 12 Ferdinand Rosenberg | |
| Koblenzer Straße 12 ·   | 23. Aug. 2013  | Hier wohnte Ernestine Rosenberg geb. Leib Jg. 1875 deportiert 1942 Theresienstadt ermordet in Treblinka                       | Stolperstein Hachenburg Koblenzer Straße 12 Ernestine Rosenberg | |
| Koblenzer Straße 12 ·   | 23. Aug. 2013  | Hier wohnte Hedwig Bär geb. Rosenberg Jg. 1901 deportiert 1942 ermordet in Auschwitz                                          | Stolperstein Hachenburg Koblenzer Straße 12 Hedwig Bär          | |
| Koblenzer Straße 12 ·   | 23. Aug. 2013  | Hier wohnte Ludwig Rosenberg Jg. 1910 Flucht 1934 Frankreich/Italien umgezogen Wien deportiert 1941 KZ Kielce ermordet        | Stolperstein Hachenburg Koblenzer Straße 12 Ludwig Rosenberg    | |
| Koblenzer Straße 10 ·   | 23. Aug. 2013  | Hier wohnte Martha Engel Jg. 1900 deportiert 1941 ermordet in Minsk                                                           | Stolperstein Hachenburg Koblenzer Straße 10 Martha Engel        | |
| Koblenzer Straße 10 ·   | 23. Aug. 2013  | Hier wohnte Siegmund Engel Jg. 1895 verhaftet 1937 Dachau 1940 Buchenwald 1941 Dachau ermordet                                | Stolperstein Hachenburg Koblenzer Straße 10 Siegmund Engel      | |
| Leipziger Straße 16 ·   | 23. Aug. 2013  | Hier wohnte Irma Gottschalk geb. Mendel Jg. 1892 deportiert 1942 Theresienstadt ermordet                                      | Stolperstein Hachenburg Leipziger Straße 16 Irma Gottschalk     | |
| Leipziger Straße 16 ·   | 23. Aug. 2013  | Hier wohnte Selma Liebmann geb. Mendel Jg. 1894 deportiert 1941 Łodz / Litzmannstadt ermordet                                 | Stolperstein Hachenburg Leipziger Straße 16 Selma Liebmann      | |
| Leipziger Straße 16 ·   | 23. Aug. 2013  | Hier wohnte Josef Liebmann Jg. 1891 Flucht 1938 Holland interniert Westerbork deportiert 1943 ermordet in Auschwitz           | Stolperstein Hachenburg Leipziger Straße 16 Josef Liebmann      | |
| Nisterstraße 3 ·        | 3. Juni 2024   | Hier lebte Anna Wendels Jg. 1876 verhaftet 19.10.1942 KZ Ravensbrück ermordet 6.7.1943                                        |                                                                 | |
| Nisterstraße 3 ·        | 3. Juni 2024   | Hier lebte Josefine Wendels Jg. 1883 verhaftet 13.5.1942 19.10.1942 KZ Ravensbrück ermordet 21.2.1943                         |                                                                 | |
| Rheinstraße 26 ·        | 23. Aug. 2013  | Hier wohnte Walter Friedemann Jg. 1899 verhaftet 1938 Sachsenhausen ermordet 1940                                             | Stolperstein Hachenburg Rheinstraße 26 Walter Friedemann        | |
| Rheinstraße 26 ·        | 23. Aug. 2013  | Hier wohnte Minna Friedemann geb. Thalheimer Jg. 1872 deportiert 1942 Theresienstadt 1942 Treblinka ermordet                  | Stolperstein Hachenburg Rheinstraße 26 Mina Friedemann          | |
| Rheinstraße 26 ·        | 23. Aug. 2013  | Hier wohnte Simon Friedemann Jg. 1903 deportiert 1941 Łodz / Litzmannstadt ermordet 1943                                      | Stolperstein Hachenburg Rheinstraße 26 Simon Friedemann         | |
| Wilhelmstraße 26 ·      | 9. Juni 2012   | Hier wohnte Eugen Mendel Jg. 1898 deportiert 1941 Minsk ermordet                                                              | Stolperstein Eugen Mendel                                       | |
| Wilhelmstraße 26 ·      | 9. Juni 2012   | Hier wohnte Hans Lothar Mendel Jg. 1935 deportiert 1941 Minsk ermordet                                                        | Stolperstein Hans Lothar Mendel                                 | |
| Wilhelmstraße 26 ·      | 9. Juni 2012   | Hier wohnte Moritz Löb Jg. 1867 deportiert 1942 Theresienstadt ermordet 1942                                                  | Stolperstein Moritz Löb                                         | |
| Wilhelmstraße 26 ·      | 9. Juni 2012   | Hier wohnte Pauline Löb Jg. 1863 deportiert 1942 Theresienstadt ermordet 1942                                                 | Stolperstein Pauline Löb                                        | |
| Wilhelmstraße 26 ·      | 23. Aug. 2013  | Hier wohnte Irma Mendel geb. Löb Jg. 1899 deportiert 1941 ermordet in Minsk                                                   | Stolperstein Irma Mendel                                        | |